# Resolutie 1844 Veiligheidsraad Verenigde Naties
Resolutie 1844 van de Veiligheidsraad van de Verenigde Naties werd op 20 november 2008 unaniem door de VN-Veiligheidsraad goedgekeurd en legde gerichte sancties op tegen personen en organisaties in Somalië die het vredesproces in de weg stonden.

## Achtergrond
In 1960 werden de voormalige kolonies Brits Somaliland en Italiaans Somaliland onafhankelijk en samengevoegd tot Somalië. In 1969 greep het leger de macht en werd Somalië een socialistisch-islamitisch land. In de jaren 1980 leidde het verzet tegen het totalitair geworden regime tot een burgeroorlog en in 1991 viel het centrale regime. Vanaf dan beheersten verschillende groeperingen elk een deel van het land en enkele delen scheurden zich ook af van Somalië. In 2006 werd het grootste deel van Somalië veroverd door de Unie van Islamitische Rechtbanken. Op het einde van dat jaar werden zij echter door troepen uit buurland Ethiopië verjaagd. In 2008 werd piraterij voor de kust een groot probleem.

## Inhoud

### Waarnemingen
Men veroordeelde het geweld in en het aanzetten tot geweld in Somalië en was bezorgd om alle pogingen om het vreedzame politieke proces te blokkeren. Ook het gestegen aantal voorvallen van piraterij en gewapende overval op zee en de rol die dit kon spelen in de financiering van schendingen van het wapenembargo door gewapende groepen noopten tot bezorgdheid.

### Handelingen
Daarom besliste de Veiligheidsraad dat alle lidstaten volgende sancties moesten instellen:
- Toegang tot hun grondgebied ontzeggen,
- Bevriezen van alle financiële middelen,
- Alle verkopen en diensten rond militaire activiteiten, wapens en de productie van wapens verbieden.

Tegen volgende entiteiten die werden aangewezen door het comité dat toezag op de sancties tegen Somalië:
a. Zij die betrokken waren bij daden om de vrede, veiligheid of stabiliteit te ondermijnen,
b. Die het wapenembargo schonden,
c. Die de humanitaire hulp hinderden.
De lidstaten konden zelf namen indienen bij het comité om toe te voegen aan de lijst waartegen de sancties golden.

## Verwante resoluties
- Resolutie 1831 Veiligheidsraad Verenigde Naties
- Resolutie 1838 Veiligheidsraad Verenigde Naties
- Resolutie 1846 Veiligheidsraad Verenigde Naties
- Resolutie 1851 Veiligheidsraad Verenigde Naties

Lijst ·  1795 ·  1796 ·  1797 ·  1798 ·  1799 ·  1800 ·  1801 ·  1802 ·  1803 ·  1804 ·  1805 ·  1806 ·  1807 ·  1808 ·  1809 ·  1810 ·  1811 ·  1812 ·  1813 ·  1814 ·  1815 ·  1816 ·  1817 ·  1818 ·  1819 ·  1820 ·  1821 ·  1822 ·  1823 ·  1824 ·  1825 ·  1826 ·  1827 ·  1828 ·  1829 ·  1830 ·  1831 ·  1832 ·  1833 ·  1834 ·  1835 ·  1836 ·  1837 ·  1838 ·  1839 ·  1840 ·  1841 ·  1842 ·  1843 ·  1844 ·  1845 ·  1846 ·  1847 ·  1848 ·  1849 ·  1850 ·  1851 ·  1852 ·  1853 ·  1854 ·  1855 ·  1856 ·  1857 ·  1858 ·  1859